# Хоруда (дем Лъгадина)
Хоруда или Хоруд (на гръцки: Χωρούδα) е село в Гърция, дем Лъгадина, област Централна Македония.

## География
Селото е разположено на билото на Богданската планина (Сухо планина, на гръцки Вертискос), североизточно от Лъгадина (Лангадас).

## История

### В Османската империя
В селото, въпреки че е изоставена през 1947 г., все още е запазена църквата „Свети Атанасий“, строена през втората половина на XVI век. Изящните фрески на църквата са от втората половина на XVII век, а иконостасът е от периода между 1760 и 1780 година.
През XIX век Хоруда е гръцко село, числящо се към Лъгадинската каза на Османската империя. Александър Синве („Les Grecs de l’Empire Ottoman. Etude Statistique et Ethnographique“), който се основава на гръцки данни, в 1878 година пише, че в Хоруда (Khorouda), Солунска епархия, живеят 108 гърци. В „Етнография на вилаетите Адрианопол, Монастир и Салоника“, издадена в Константинопол в 1878 година и отразяваща статистиката на населението от 1873 година, Куруда (Courouda) е показано като село с 25 домакинства и 112 жители гърци. Към 1900 година според статистиката на Васил Кънчов („Македония. Етнография и статистика“) в Хорутъ живеят 160 души гърци.

### В Гърция
След Междусъюзническата война Хоруда попада в Гърция.